# Hr.Ms. O 7 (1916)
De Hr.Ms. O 7 was een Nederlandse onderzeeboot van de O 7-klasse. Op 12 mei 1914 begon de Rotterdamse scheepswerf Fijenoord aan de bouw van het schip. De O 7 was de eerste onderzeeboot die door Fijenoord werd gebouwd voor de Nederlandse marine [2]. De O 7 heeft bij Nederlandse marine dienstgedaan als patrouilleschip voor de Nederlandse kustwateren
Op 18 mei 1927 botste de O 7, in de buurt van Texel, met het Zweedse stoomschip S.S. Scania. Beide schepen liepen bij deze aanvaring weinig schade op. Kapitein Hans Hanson van de Scania gaf in Zaandam een verklaring af over de aanvaring met de O 7.
Van 1935 tot 1939 deed de O 7 dienst als opleidingsschip bij de Nederlandse marine. Na 1939 werd de O 7 als opleidingsschip vervangen door de O 8. Tijdens de Duitse aanval op Nederland in 1940 bevond de O 7 zich in Den Helder. De Duitsers vonden het schip volledig intact in de Helderse haven, maar de O 7 was te oud om de Duitse strijdkrachten nog van dienst te zijn. Aan het eind van de oorlog in 1944 zonk ze als het gevolg van lekkage. Pas na de Tweede Wereldoorlog werd de O 7 gelicht en gerecycleerd.